# Rhyacophila flava
Rhyacophila flava is een schietmot uit de familie Rhyacophilidae. De soort komt voor in het Palearctisch gebied.